# 정선군의회
정선군의회는 강원특별자치도 정선군 지역을 관할하는 기초의회이다.